# Westerse muziek
De westerse muziek is een brede categorie van muziek die alle muzikale genres omvat met de chromatische schaal van 12 noten, met inbegrip van Westerse klassieke muziek, rock-'n-roll en veel andere vormen van popmuziek. Het woord westers kan misleidend zijn: hoewel veel van deze muziek uit Europa en Noord-Amerika kwam, zijn belangrijke bijdragen gekomen uit landen als Rusland en Japan. 
De westerse muziek ontwikkelde zich uit het creatief vruchtbare kader van de westerse filosofie, die haar oorsprong in het Oude Griekenland had. Pythagoras experimenteerde met intervallen van geluid die op kleine gehele getallen werden gebaseerd, deze stemming van Pythagoras is een voorloper van de huidige chromatische schaal met 12 noten.

## Genres
De muzikale genres in de westerse traditie omvatten: 
- Klassieke muziek (westerse kunstmuziek)
  - Muziek in de oudheid ( - ca. 500)
  - Middeleeuwse Europese muziek (500 - 1400)
  - Renaissancemuziek (1400 - 1600)
  - Barokmuziek (1600 - 1750)
  - Classicisme (1750 - 1810)
  - Romantiek (19e eeuw)
  - Klassieke muziek uit de 20e eeuw
  - Eigentijdse klassieke muziek (na 1975)
- Volksmuziek
  - Folk
- Eigentijdse muziek
  - Acid
  - Bluegrass
  - Blues
  - Disco
  - Hymnes
  - Indie
  - Jazz
  - Metal
  - Punk
  - Rock-'n-roll
  - Ska
  - Soul
  - Spirituals
  - Swing
  - Synthpop
  - Wereldmuziek, 'volkse' of 'populaire' muziek